# Солтвілл (Вірджинія)
Солтвілл (англ. Saltville) — місто (англ. town) в США, в округах Сміт і Вашингтон штату Вірджинія. Населення — 1824 особи (2020).

## Географія
Солтвілл розташований за координатами 36°52′33″ пн. ш. 81°45′46″ зх. д. / 36.87583° пн. ш. 81.76278° зх. д. (36.875888, -81.762843).  За даними Бюро перепису населення США в 2010 році місто мало площу 20,97 км², з яких 20,50 км² — суходіл та 0,48 км² — водойми.

## Демографія
Згідно з переписом 2010 року, у місті мешкало 2077 осіб у 879 домогосподарствах у складі 593 родин. Густота населення становила 99 осіб/км².  Було 967 помешкань (46/км²).
Расовий склад населення:
| - 98,5 % — білих - 0,4 % — чорних або афроамериканців - 0,1 % — корінних американців - 0,1 % — азіатів |

До двох чи більше рас належало 0,7 %. Частка іспаномовних становила 0,5 % від усіх жителів.
За віковим діапазоном населення розподілялося таким чином: 21,1 % — особи молодші 18 років, 61,5 % — особи у віці 18—64 років, 17,4 % — особи у віці 65 років та старші. Медіана віку мешканця становила 43,4 року. На 100 осіб жіночої статі у місті припадало 96,1 чоловіків;  на 100 жінок у віці від 18 років та старших — 91,7 чоловіків також старших 18 років.
Середній дохід на одне домашнє господарство  становив 43 035 доларів США (медіана — 27 536), а середній дохід на одну сім'ю — 51 118 доларів (медіана — 33 702). Медіана доходів становила 37 344 долари для чоловіків та 21 373 долари для жінок. За межею бідності перебувало 34,2 % осіб, у тому числі 59,6 % дітей у віці до 18 років та 14,7 % осіб у віці 65 років та старших.
Цивільне працевлаштоване населення становило 863 особи. Основні галузі зайнятості: освіта, охорона здоров'я та соціальна допомога — 30,5 %, виробництво — 23,9 %, роздрібна торгівля — 14,7 %, науковці, спеціалісти, менеджери — 6,1 %.